# ناويا وغانه
ناويا وغانه (باليابانية: 岡根 直哉) (19 أبريل 1988 في كيشيوادا في اليابان – )؛ هو لاعب كرة قدم ياباني سابق كان يلعب كمدافع.

## وصلات خارجية
- ناويا وغانه على موقع رابطة كرة القدم اليابانية للمحترفين (اليابانية)
- ناويا وغانه على موقع قاعدة بيانات كرة القدم.إي يو (الإنجليزية)
- ناويا وغانه على موقع Soccerway.com (الإنجليزية)
- ناويا وغانه على موقع عالم كرة القدم.نت (الإنجليزية)
- ناويا وغانه على موقع كووورة